# Ruy Roque Gameiro

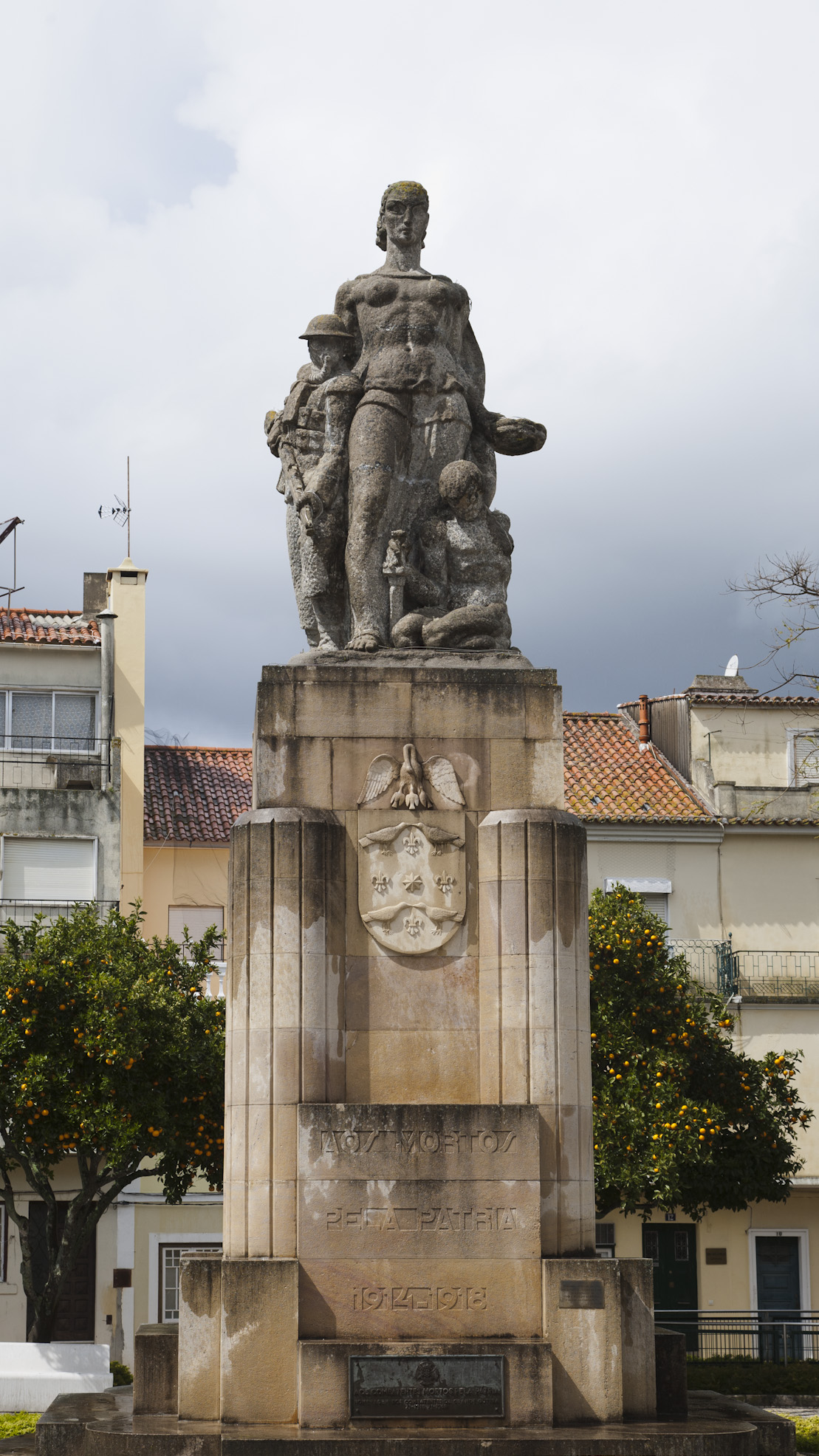
Monumento aos Mortos pela Pátria 1914–1918, Abrantes, Portugal

Ruy Roque Gameiro (* 27. Februar 1906 in Amadora; † 18. August 1935 bei Sintra) war ein portugiesischer Bildhauer. Trotz seines kurzen Lebens erlangte Gameiro einige Bekanntheit, insbesondere dank seiner beiden monumentalen Denkmäler im portugiesischen Abrantes und der mosambikanischen Hauptstadt Maputo.

## Leben
Ruy Roque Gameiro wurde am 27. Februar 1906 als jüngstes Kind des Malers Alfredo Roque Gameiro geboren. Auch seine vier Geschwister wurden als Maler bekannt. Gameiro absolvierte später eine Ausbildung als Automechaniker an der Escola Secundária Marquês de Pombal in Lissabon. Später besuchte er die Lissaboner Escola das Belas Artes, wo seine Zweitausbildung zum Bilderhauer 1928 mit dem Werk „Abel e Caim“ (Abel und Kain) abschloss. Dort freundete er sich auch mit José Tagarro und Sarah Afonso an.
Im darauffolgenden Jahr stellt er bereits das erste Mal ein Werk in der Sociedade Nacional de Belas Artes aus, eine grazile Damenstatue mit dem Titel „Salomé“. Später nahm er am ersten und zweiten Salon der Unabhängigen Künstlerbewegung („Salão dos Independentes“) 1930 und 1931 in Lissabon teil.
1933 heiratete Gameiro seine Frau Maria Helena Castelo Branco. Zwei Jahre später – im Alter von 29 Jahren – starb er bei einem Verkehrsunfall auf seinem Motorrad auf dem Weg nach Sintra.

## Werk
Die beiden bekanntesten Werke Gameiros sind zwei Statuen im Gedenken an die Gefallenen des Ersten Weltkrieges, in Abrantes und Maputo (damals Lourenço Marques). Das Werk in Abrantes, aus dem Jahr 1930, war das erste dieser Art aus Zement in Portugal, es trägt den Titel „Monumento aos Mortos pela Pátria 1914–1918“ (Denkmal für die Gefallenen des Vaterlandes 1914–1918). Das zweite Werk, für das damalige Lourenço Marques in der Kolonie Portugiesisch-Ostafrika (Mosambik), entstand 1934/35 in Zusammenarbeit mit dem Architekten António Reis Camelo, es trägt den Titel „Monumento aos mortos na Grande Guerra“ (Denkmal für die Gefallenen des Großen Krieges). Beide Werke zeichnen sich durch die damals durch den Estado Novo forcierte Politik des „política do Espírito“ (Politik des Geistes) aus und entsprachen dem Zeitgeschmack. Sie markieren einen starken Nationalismus und das Glorifizieren der Gefallenen des „Großen Krieges“ zu Märtyrern für das Vaterland.
Neben diesen beiden Werken entwarf er auch die Statue D. Joãos II. auf der Avenida da Índia für die Lissaboner Stadtverwaltung (1930). Außerdem gewann er posthum 1936 den Wettbewerb für die Statue Infante D. Henriques (Heinrich der Seefahrer) in Sagres, in Zusammenarbeit mit Carlos und Guilherme Rebelo de Andrade.